# 들어는 봤니? 모건 부부
《들어는 봤니? 모건 부부》(영어: Did You Hear About the Morgans?)는 미국에서 제작된 마크 로런스 감독의 2009년 로맨틱 코미디 영화이다. 휴 그랜트, 세라 제시카 파커, 샘 엘리엇, 메리 스틴버전, 엘리자베스 모스, 윌퍼드 브림리 등이 출연하였고, 리즈 글로처 등이 제작에 참여하였다. 《선택》(1996)을 잇는 그랜트와 파커의 두 번째 공동 출연작이다.

## 줄거리
맨해튼에 사는 성공한 부동산 중개인 메릴 모건과 변호사 폴 모건 부부는 불임 문제로 사이가 악화된 끝에 폴이 부정을 저지르면서 헤어진다.
그러나 부부는 어느 날 함께 저녁 식사를 한 뒤 메릴의 고객 하나가 살인을 당하는 현장을 우연히 같이 목격한다. 이후 모건 부부는 청부 살인 업자 빈센트의 새 목표 대상이 된다. 증인 보호 프로그램에 들어간 두 사람은 임시로 와이오밍주 작은 마을에서 살게 되는데...

## 출연
- 휴 그랜트 - 폴 모건 역
- 세라 제시카 파커 - 메릴 모건 역
- 샘 엘리엇 - 클레이 휠러 보안관 역
- 메리 스틴버전 - 에마 휠러 보안관보 역
- 엘리자베스 모스 - 재키 드레이크, 메릴의 조수 역
- 마이클 켈리 - 빈센트 역
- 윌퍼드 브림리 - 얼 그레인저 역
- 제시 리브먼 - 애덤 펠러, 폴의 조수 역
- 데이비드 콜 - 독 D. 시먼스 역
- 킴 쇼 - 켈리 간호사 역
- 세스 길리엄 - 래스키 연방보안관 역
- 케빈 브라운 - 헨더슨 연방보안관 역
- 스티븐 보이어 - 퍼버 연방보안관 역
- 빈첸초 아마토

## 기타 제작진
- 공동 제작: 멀리사 웰스
- 협력 제작: 세라 우드해치
- 배역: 아일린 스타거
- 미술: 케빈 톰프슨
- 세트: 수전 보디
- 의상: 크리스토퍼 피터슨